# 서석규
서석규(1984년 4월 27일)는 대한민국의 배우이다.
신체: 175cm 78kg

## 학력
- 경기대학교 연기학과 학사

## 출연작

### 영화
- 《문경》 (2024년) - 동네 한량 역
- 《행복의 나라》 (2024년) - 유태욱 역
- 《첫번째 아이》 (2022년) - 인훈 역
- 《경야》 (2021년) - 지원 역
- 《옥천》 (2021년)
- 《식물카페, 온정》 (2021년) - 인혁 역
- 《고백》 (2021년) - 장 경장 역
- 《고온다습》 (2020년) - 희제 역
- 《담쟁이》 (2020년) - 수학선생님 역
- 《미래의 밤》 (2019년) - 재준 역
- 《백두산》 (2019년) - 기자 1 역
- 《암전》 (2019년) - 강 선배 역
- 《걸캅스》 (2019년) - 사고 트럭운전사 역
- 《생일》 (2019년) - 출입국 직원 3 역
- 《공작》 (2018년) - 개표방송 구경꾼 2 역
- 《내 차례》 (2017년) - 남편 역
- 《1987》 (2017년) - 기자 2 역
- 《감시자들》 (2013년) - 통제팀 역

### 드라마
- 《무빙》 (2023년, 디즈니+) - 안기부 사격 교관 역
- 《로스쿨》 (2021년, JTBC) - 오형사 역
- 《킹덤 2》 (2020년, Netflix)
- 《으라차차 와이키키 2》 (2019년, JTBC)
- 《자백》 (2019년, tvN)

### 연극
- 《고백의 제왕》
- 《톰 소여의 모험》
- 《회상 결혼전야》
- 《밥을 먹다》
- 《초능력자》
- 《오늘의 사건》
- 《리어 누아르》
- 《파더레스》
- 《벚꽃동산》
- 《젊은 극작가전》
- 《기억하지?기억해.기억할거야》
- 《그곳에는 어처구니가 산다》
- 《조동관 약전》